# Salinarchaeum
Genre
Espèces de rang inférieur
- Salinarchaeum laminariae

Salinarchaeum est un genre d'archées halophiles de la famille des Halobacteriaceae.